# 김재환 (1884년)
김재환(金在煥, 1884년 6월 3일 ~ 1950년 4월 5일)은 대한제국과 일제강점기의 관료로, 본적은 경상북도 대구부 남정(南町)이다. 일제 강점기 당시 대구 지역의 유력자 가운데 한 사람이었다.

## 생애
1907년 일본 오사카 부립 시노노메(東雲)학교를 졸업했고 도지부 서기랑과 재무 감독국주사로 근무했다. 1910년 10월 1일 경상북도 도서기로 임명되었으며 1911년 6월 26일 평안북도 창성군수, 1912년 9월 24일 평안북도 선천군수로 각각 임명되었다. 1912년 8월 1일 일본 정부로부터 한국병합기념장을 받았지만 1913년 2월 18일 평안북도 선천군청 화재 사고에 대한 감독 책임으로 견책당했다.
경상북도 의성군수(1917년 12월 11일 임명)와 경상북도 안동군수(1920년 1월 27일 임명), 경상북도 달성군수(1921년 2월 12일 ~ 1926년 9월 20일)를 역임했으며 1922년 9월 28일 일본 정부로부터 훈6등 서보장을 받았다. 1923년 6월 조선민립대학기성회 대구지방부 집행위원을 역임한 뒤 관직에서 물러났으며 당시에는 고등관 4등과 종5위에 서위되어 있었다. 1927년 4월 1일과 1930년 4월 1일 경상북도 관선 도평의회원으로 선출된 뒤부터 대구은행 전무이사(1927년 8월), 대구상공회의소 특별평의원(1928년 1월), 경상합동은행 이사(1928년 7월), 대구부 동촌수리조합 창립위원(1930년 4월), 영남명덕회 이사(1932년 10월), 경상북도 농촌진흥위원회 위원(1932년 11월) 등을 역임했고 1928년 11월 16일 일본 정부로부터 쇼와대례기념장을 받았다.
1933년 5월 11일과 1937년 5월 11일 경상북도 관선 도회의원으로 선출된 뒤부터 대구녹화협회 평의원(1933년 5월), 대구국방의회 부회장(1935년), 대구비행장설치기성회 위원(1935년 6월), 대구부 교화단체연합회 부회장(1936년 1월), 경북유도연합회 이사(1939년 11월) 등을 역임하는 한편 1932년부터 1939년까지 경상북도 대구금정우편소 소장으로 근무했다. 1944년 4월 17일부터 1945년 광복 때까지 조선총독부 중추원 참의를 역임했다.
광복 이후인 1949년 8월 27일 반민족행위특별조사위원회 검찰부에 송치되기도 했지만 반민특위가 해체되면서 처벌을 받지 않았다. 친일파 708인 명단의 중추원 부문, 민족문제연구소의 친일인명사전 수록자 명단의 중추원 부문, 친일단체 부문, 관료 부문, 친일반민족행위진상규명위원회가 발표한 친일반민족행위 705인 명단에 포함되었다.

## 참고자료
- 친일반민족행위진상규명위원회 (2009). 〈김재환〉. 《친일반민족행위진상규명 보고서 Ⅳ-4》. 서울. 80~92쪽.